# جيمس شابمان (سياسي)
جيمس شابمان (بالإنجليزية: James Chapman)‏ هو سياسي أسترالي، ولد في 25 سبتمبر 1855، وتوفي في 12 أبريل 1925.